# Landwirtschaftliche Universität Nanjing
Die Landwirtschaftliche Universität Nanjing (NAU) (chinesisch 南京农业大学, Pinyin Nánjīng nóngyè dàxué) ist eine 1902 gegründete, staatliche Universität in der Volksrepublik China. Sie hat ihren Sitz in der Stadt Nanjing.
Die Landwirtschaftliche Universität Nanjing gehört zu den Universitäten des Projekts 211.